# Alex Blignaut
Alex Blignaut (* 30. November 1932 in Johannesburg; † 15. Januar 2001 in Honeydew, Johannesburg) war ein südafrikanischer Automobilrennfahrer und Teamchef.
Im Jahre 1963 war Blignaut erstmals zu einem Rennen der Formel 1 gemeldet, dem nicht zur Weltmeisterschaft zählenden Rand Grand Prix auf dem Kyalami Grand Prix Circuit. In einem vom Team Valencia eingesetzten Cooper T53 wurde er Zwölfter mit vier Runden Rückstand auf den Sieger John Surtees. Ein Jahr später wurde er beim gleichen Rennen mit sechs Runden Rückstand auf Graham Hill nicht gewertet. Beim Großen Preis von Südafrika 1965 meldete sich Alex Blignaut mit einem Cooper T55, zog seine Meldung jedoch noch vor dem Rennwochenende zurück.
In den späten 1960er-Jahren stieg Blignaut als Teamchef in die südafrikanische Formel-1-Meisterschaft ein. Fahrer des „Alex Blignaut Racing Team“ waren unter anderem Eddie Keizan und Ian Scheckter. 1973 und 1974 nahm das Team mit Eddie Keizan in einem Tyrrell 004 am Großen Preis von Südafrika teil.
Am 15. Januar 2001 starb Blignaut auf seiner Farm, als er beim Reparieren einer Maschine einem Stromschlag erlag.